# George William Gray
George William Gray (Denny, Escócia, 4 de setembro de 1926 – 12 de maio de 2013) foi um químico escocês.
Foi professor de química orgânica na Universidade de Hull, que desenvolveu materiais duráveis, tornando possível a criação de LCDs. Criou e sistematizou o cristal líquido, e estabeleceu um método de projeto prático molecular.